# Perditorulus zolnerowichi
Perditorulus zolnerowichi är en stekelart som beskrevs av Christer Hansson 1996. Perditorulus zolnerowichi ingår i släktet Perditorulus och familjen finglanssteklar. Inga underarter finns listade i Catalogue of Life.